# 刘声元
刘声元（1875年—1924年），字立青，号凤书，四川万县（今重庆市万州）人。中华民国实业家、四川保路运动领袖之一，后为佛教僧人。

## 生平
刘声元12岁中秀才。清朝光绪二十八年（1902），他和哥哥刘树声，还有谭以大、刘贞安参加乡试，同榜中举，刘声元的名次在哥哥刘树声前面。1910年，他加入中国同盟会，后来为四川保路同志会重要人物。后来，他代表四川民众到北京向摄政王载沣进行请愿，遂被捕入狱。
辛亥革命后，他曾任北京临时参议院议员。此后他曾经治理川江险滩、发展川江航运、兴办地方实业，但都失败。此后他携妻子和女儿到北京，出家为僧，不久于1924年病逝。

## 家庭
他是书法篆刻家刘家谟（字纪三）的第四个儿子